# 20415 Амандалу
20415 Амандалу (1998 RL61, 1987 DZ5, 1997 HZ4, 20415 Amandalu) — астероїд головного поясу, відкритий 14 вересня 1998 року.
Тіссеранів параметр щодо Юпітера — 3,623.